# داستان ماوراء طبیعی
داستان ماوراء طبیعی (به انگلیسی: Supernatural fiction یا supernaturalist fiction) یک ژانر از ادبیات گمانه‌زن است که از مضامین فراطبیعی در روایت داستان و فضا استفاده می‌کند.
داستان‌های ماوراء طبیعی با ادبیات شگرف، داستان‌های ترسناک، ادبیات خون‌آشامی، داستان ارواح و فانتزی مقارن است. همچنین می‌توان عناصر داستان ماوراء طبیعی را در آثار ژانر علمی-تخیلی نیز یافت.